# 沙爾奇寧凱區
沙爾奇寧凱區是立陶宛維爾紐斯縣内的市镇，行政中心为沙爾奇寧凱镇。市镇面積为1,491平方公里，2020年人口数量为30,520人。该市镇有着立陶宛最大的波兰族人口，2005年的人口普查中有31,223人（约占市镇总人口的80%）申报为波兰族。
该市镇在东南方向邻接白俄罗斯，有一块狹地几乎整个被白俄罗斯包围。